# Археологические памятники мордвы I — XIX веков
Археологические памятники мордвы I—XIX веков включают в себя погребальные, поселенческие и ритуально-культовые памятники мокши и эрзи на территории Поволжья. Одним из наиболее ранних таких памятников считается Андреевский курган, датируемый I—II вв. нашей эры, относящийся к раннему этапу формирования культуры древней мордвы.

## Типология и хронология
Наибольший вклад в изучение древнемордовской истории внёс М. Р. Полесских благодаря изучению таких памятников, как Селиксенские могильники (Старший и Младший), Селикса-Трофимовский, Алферьевский, Тезиковский, Степановский, Армиевский и другие, что позволило разработать типологию и хронологию этих памятников, а также выделить определённые этапы развития мордовской культуры. Все исследованные могильники он разделил на несколько этапов: селиксенский III—IV вв., ражкинский или селикса-трофимовский IV—V вв., армиевский VI—VII вв., поздний армиевский VII — начало VIII вв. В соответствии с этим М. Р. Полесских считает, что каждому этапу соответствовал определённый этнос: I — аборигены недавние, II — племена пришлые, родственные аборигенам, III—IV — отличный этнос. Эта периодизация говорит о приходе населения в Верхнее Посурье с р. Мокши, где располагается Кошибеевский и Ражкинский могильники. Раскрывая вопросы этногенеза эрзи и мокши, М. Р. Полесских отмечает, что в VI в. поздние племена городецкой культуры слились с селиксенским населением, где сформировалась культура древней мордвы. Дальнейшую её историю он раскрывает по материалам пензенских могильников в рамках общепринятой периодизации: I — лядинский этап VIII—IX вв., II — домонгольский XII—XIII вв., III — золотоордынский XIII—XV вв. Самыми древними могильниками, принадлежащими мордве, являются погребальные памятники селиксенского типа, которые располагаются в Верхнем Посурье и Верхнем Примокшанье (Старший Селиксенский, Селикса-Трофимовский, Степановский, Алферьевский, Пензенский, Шемышейский, Армиевский 1, Усть-Узинский 2, Ражкинский и Тезиковский могильники).
В. И. Вихляев отмечает три основных периода в контексте расселения мордвы за тысячелетний период (III—XIII вв.), говоря о более чем 75 археологических памятниках, находяшихся на территории Поволжья: III—VII, VIII—XI и XI—XIII вв. В III в. появляются древнейшие могильники с характерными этноопределяющими для мордвы украшениями.
Делая основной упор на анализ археологических источников, Ю. А. Зеленеев и О. В. Зеленцова выделили четыре крупных периода в средневековой истории мокши и эрзи — «завершающая стадия родового строя. VIII—X вв. н. э.», «формирование у мордвы ранних государств. XI—XIII вв. н. э.», «мордва в составе Золотой Орды. XIII—XV вв.», «мордва в составе Русского государства. XVI—XVIII вв.», где каждый этап отличается особенностью и интенсивностью этнокультурных, социально-экономических и геополитических процессов.

## Памятники II—VII веков
К погребальным памятникам мордвы в II—VII вв. относятся следующие могильники — Иваньковский; Волчихинский; Сергачский («Святой ключ»); Сергачский («Кожина слобода»); Таутовский; Абрамовский; Стексовский; Погибловский; Тезиковский; Ражкинский; Пензенский; Селиксенский; Селикса-Трофимовский; Степановский; Алферьевский; Шемышейский; Армиевский I, Сендимиркинский. По новым данным, полученным в результате раскопок материалов Ражкинского могильника, появление древнемордовского населения в Примокшанье было отнесено ко времени не позже середины II века н. э.
К концу VII — первой половине VIII в. территория расселения мордовских племён охватывает все Мокшанско-Сурское междуречье от Верхнего Посурья и Верхнего Примокшанья на юге до р. Волги в пространстве между устьем р. Оки и устьем р. Суры. В этом регионе формируются два варианта древнемордовской культуры: древнеэрзянский на севере и древнемокшанский на юге.

## Памятники VII—XI веков
К погребальным памятникам VII—XI вв. относятся: Иваньковский; Волчихинский; Личадеево 5; Красное III; Старший Кужендеевский; Погибловский; Выползово I, Перемчалкинский; Пурдошанский; Мордовско-Козловский; Краснослободский «Мещанский лес»; Старозубаревский; Тенишевский; Степановский; «Заря I»; Журавкинский I; Журавкинский II; Куликовский; Кельгининский; Старобадиковский II; Томниковский; Давыдовский; Серповский; Пановский; Луговской; Кармалейский; «Красный Восток»; Елизавет-Михайловский; Крюково-Кужновский; Малоижморский; Кулеватовский; Лядинский; Кривозерский; Армиевский II; Хохловский; Шалинский могильник.

## Памятники XI—XIII веков
Погребальные памятники XI—XIII вв.: «Пятница» VII; Личадеево V; Стексовский; Младший Кужендеевский; Погибловский; Сыресевский; Выползово II; Выползово VI; Красное I; Заречное II; Коринский; Стародевиченский; Мордовско-Паркинский; Ефаевский; Куликовский; Черемисский; Кельгининский; Старобадиковский 1; Татаро-Лакинский; Сядемский; Саровский; Дубровский.
В VIII—XI вв. территория расселения мокши смещается к северо-западу, что могло быть связано с опасностью со стороны Хазарского каганата. Территория расселения эрзи в этот период не изменилась. В XI—XIII вв. мордовское население попадает в сферу влияния Древней Руси и Волжской Булгарии. Борьба между этими государствами, а затем княжеские междоусобицы на Руси, привели к переселению мордвы в более безопасные районы: мокши — в междуречье Мокши и Вада, эрзи — в бассейн р. Тёши.

## Памятники XIII—XV веков
Этот период связан с вхождением мордовских земель в сферу влияния Казанского ханства, а также возникновением на некоторых из них татарских поселений. Археологические памятники эрзи и мокши XIII-ХIV веков распространяются далеко от исконных мордовских земель, что связано с миграциями ханов Золотой Орды и переселением мордовского населения для обслуживания караванных путей. На территории Самарского Поволжья найдено 11 памятников золотоордынской эпохи вместе с артефактами материальной культуры мордвы. Расположенные, в основном на территории Саратовской области (Аткарский и другие могильники) памятники конца XIV—XV вв., мало известны. А. Е. Алихова отметила появление у народа эрзи в XIV веке курганного способа захоронения, связанного с влиянием кочевых племен.
Отмечены могильники: Бокинский, Муранский, Усинский, Барбашинский; поселения: Печерские Выселки, Муранское, Березовское, Барбашинское, Верхне-Хрящевское, Сухореченское, Кануевское.

## Памятники XVI—XIX веков
Политико-экономические и миграционные перемены народов эрзя и мокша в данном периоде времени связаны с событием второй половины XVI века, когда территории мордвы и других народов Среднего Поволжья и Приуралья были включены в состав Русского государства.
Более чем за 100 лет археологами было исследовано 834 погребения в 66 мордовских могильниках XVI — начала XIX веков. Погребальный инвентарь отличается большим разнообразием типов найденного материала; добавились новых предметы украшений, включая элементы христианского культа, а также обнаружилось взаимопроникновение некоторых элементов костюмов мокши и эрзи.
На базе нумизматического материала выделены четыре хронологические группы могильников: 1). XVI—XVII вв. — Корино, Вертелим, Лобаски, Aнютино, Дуброво, Дубенки, Нароватово, Русское Маскино, Тоторшево, Редкодубье, Мордовская Пырма, Паево; 2). XVII — середина XVIII вв. — Ачадово, Сабаево, Кельгинино, Сарлей, Рыбкино; 3). конец XVII—XVIII вв. — Ардатово, Рузлатка, Атяшево, Старая Яблонка, Стародевичье, Старые Печеуры, Старая Яксарка; 4). конец XVIII — начало XIX вв. — Коноваловка и Торновое.
К народу эрзе относились могильники: Анютинский, Ардатобский, Армневский 2, Беловодский, Козловский, Коноваловский, Налитовский, Сабаевский, Сарлейский, Коринский, Лобаски, Торжок и Тоторшевский; мокше: Адашевский, Ачадовский, Вертелимский, Кельгининский, Мордовско-Пырменский, Нароватовский, Паевский, Привольевский, Русско-Маскинский и Шелехметский.